# Ang Duong
Ang Duong fue un rey de Camboya, pasó a la historia como uno de los más grandes reyes por la manera en la que contuvo los ánimos expansionistas de Vietnam y Siam. Vivió una época muy convulsionada para el Sudeste asiático, comparable a la que viviría uno de sus descendientes, el rey Norodom Sihanouk hacia mediados del siglo XX. Las amenazas constantes de invasión y pobreza y la sombra del advenimiento de Francia con sus ambiciones coloniales pondrían a prueba su genio y su talento político.
La historia señala a Duong como el directo responsable de la entrada de los franceses en escena y la posterior colonización del reino. Sin embargo si el rey no hubiese pedido la protección de esta tercera fuerza extranjera, actualmente Camboya no existiría como estado y la mitad de su territorio sería vietnamita y la otra mitad de Tailandia. Fue entonces una decisión difícil que atrajo a los europeos, pero salvaguardaría la identidad, la unidad del pueblo y la cultura Jemer.

## Familia
Ang Duong era hijo del rey Ang Eng, quien gobernó Camboya desde 1779 hasta 1797 y residía en Oudong la capital por ese entonces. Su madre fue Ros, una consorte real desde 1793 y posteriormente Reina Vara quien era de origen tailandés (fallece hacia 1869). Ang Duong fue el padre de su sucesor el rey Norodom (1834–1904), el rey Sisowath (1840–1927) y fue el bisabuelo del rey Norodom Sihanouk (1941-2004). Se ocupó de extender el linaje real de la familia Ang Duong y tuvo numerosas esposas y 18 hijos legítimos - 11 hijos y 7 hijas.

## Trasfondo político
Siam (la actual Tailandia), que desde finales del siglo XVIII con la investidura real del general Chakri estaba gobernada por una dinastía bien establecida y Vietnam se unieron a partir de 1802 bajo el emperador Gia Long, cada vez con más ahínco luchaba por el control de la fértil cuenca del Mekong, el corazón de Camboya. Después de la conquista en 1594 de la capital de Camboya, Longvek, y la anexión permanente de las provincias camboyanas de Battambang y Siem Reap, Siam introdujo la tradición de tomar como rehenes a la realeza camboyana y reubicarlos en la corte Ayutthaya. De esta manera, Siam controló las políticas nacionales de Camboya y la sucesión real. Después de conquistar inicialmente toda Camboya durante la guerra siamés-vietnamita de 1831 a 1834, Siam, al intentar conquistar el sur de Vietnam, es derrotado por las tropas vietnamitas y rechazado. Vietnam posteriormente obtuvo el control militar de Camboya y restauró al rey Ang Chan, que había sido destronado por Siam. Solo una década después, el descontento de los jemeres con el creciente dominio vietnamita y las exigencias de adoptar las costumbres vietnamitas alentó a Siam a intervenir e invadir nuevamente durante la guerra siamés-vietnamita de 1841 a 1845. Nuevamente Vietnam demostró ser superior en el campo de batalla, sin embargo, Siam pudo negociar un tratado de paz, por el cual Camboya quedó bajo la soberanía conjunta siamés-vietnamita, un acto final de total desprecio por la autoridad nacional y real jemer.
El autor Justin Corfield escribió en "Indochina francesa": "[1807] los vietnamitas expandieron sus tierras estableciendo un protectorado sobre Camboya. Sin embargo, el rey […] Ang Duong estaba interesado en que Camboya se independizara de [...] Tailandia [... ] y Vietnam [...] y buscó ayuda de los británicos en Singapur. Cuando no tuvo éxito, solicitó la ayuda de los franceses ". El agente británico John Crawfurd afirma: "... el rey de ese antiguo reino está dispuesto a ponerse bajo la protección de cualquier nación europea ..."  Las políticas del rey Ang Duong allanaron el camino para que Francia estableciera un protectorado en 1863 que duró 90 años. Para preservar la identidad e integridad nacional del reino, el rey Ang Duong inició negociaciones secretas en una carta enviada a Napoleón III proponiendo alguna forma de cooperación con Francia. El rey Ang Duong murió en 1860, tres años antes de que concluyeran las negociaciones. El rey Norodom Prohmbarirak firmó y reconoció oficialmente el protectorado francés el 11 de agosto de 1863, que se incorporó efectivamente a la Unión Indochina en 1867.
Ha habido un debate considerable sobre la sabiduría de las políticas de Duong. No obstante, la idea de que buscó activamente someter su reino a la servidumbre colonial ha sido cuestionada. Contrariamente a las afirmaciones de algunos autores franceses del siglo XIX, Duong no buscó la imposición de un protectorado francés sobre su país, sino que consideró la viabilidad de una relación desigual y mal definida con Francia. Ciertamente era consciente de que el principal objetivo francés para un protectorado era la contención de los británicos y la creación de un flanco seguro para Cochinchina. La realidad histórica del Asia del siglo XIX era un permanente recordatorio a cualquier gobernante local que debía buscar alinearse de una forma u otra con al menos una de las potencias occidentales tecnológicamente más avanzadas. La muerte de Ang Duong en octubre de 1860 y la acumulación de presión extranjera convencieron a su hijo, el rey Norodom Prohmbarirak, de aceptar los términos franceses inicialmente bastante moderados.

## Sucesión
- Anterior:  Reina Ang Mey
- Posterior: Norodom